# حزب ملی خلق (هندوستان)
حزب ملی خلق یک حزب سیاسی در سطح ملی در هند است، اگرچه نفوذ آن بیشتر در ایالت مگالایا متمرکز است. این حزب پس از اخراج او از ان سی پی در ژوئیه ۲۰۱۲ توسط سنمگا تأسیس شد. در ۷ ژوئن ۲۰۱۹ وضعیت حزب ملی به آن اعطا شد. این اولین حزب سیاسی از شمال شرقی هند است که به این موقعیت دست یافته‌است.

## تاریخچه
در ژانویه ۲۰۱۳، سنگما حزب را در سطح ملی راه اندازی کرد. او اعلام کرد که حزبش با اتحاد دموکراتیک ملی به رهبری حزب بهاراتیا جانتا ائتلاف خواهد کرد. سنگما همچنین تکرار کرد که اگرچه عضویت این حزب برای همه آزاد است، اما باید یک حزب قبیله محور باشد.
سانگما که نه بار نماینده پارلمان بوده‌است، بلافاصله پس از اخراج خود از حزب کنگره ملی گرایان در ژوئیه ۲۰۱۲، هنگامی که از پذیرش تصمیم حزب مبنی بر خروج از انتخابات ریاست جمهوری ۲۰۱۲ هند خودداری کرد، اعلام کرده بود که یک حزب سیاسی جدید تشکیل می‌دهد. ان پی پی در انتخابات مجلس راجستان در دسامبر ۲۰۱۳، تحت رهبری کرودی لال مینا، عضو سابق بی جی پی و نماینده (مستقل از داوسا) در زمان انتخابات رقابت کرد و چهار کرسی را به دست آورد.
در حال حاضر بخشی از اتحاد دموکراتیک شمال شرق متشکل از احزاب سیاسی شمال شرق است که از اتحاد دموکراتیک ملی حمایت می‌کند.
در سال ۲۰۱۵، در اقدامی نادر، کمیسیون انتخابات ان پی پی را به دلیل عدم تأمین هزینه‌های حزب در جریان انتخابات لوک سبها که در سال ۲۰۱۴ برگزار شد، تعلیق کرد. ان پی پی اولین حزبی بود که توسط ای سی تعلیق شد.
در سپتامبر ۲۰۱۵، رهبران شش حزب - حزب سامجوادی، حزب کنگره ملی گرا، حزب جان آدیکار، حزب سامراس ساماج، حزب ملی خلق و حزب سامجوادی جاناتا تشکیل جبهه سومی را به نام مورچای سوسیالیست سکولار اعلام کردند. حزب ملی خلق برای ۳ کرسی به عنوان بخشی از مورچا سکولار سوسیالیست در انتخابات مجلس قانونگذاری بیهار در سال ۲۰۱۵ مبارزه می‌کند.
در ماه مه ۲۰۱۶، پس از رهبری حزب بهاراتیا جاناتا، اتحاد دموکراتیک ملی اولین دولت خود را در آسام تشکیل داد و ائتلاف جدیدی به نام اتحاد دموکراتیک شمال شرق با هیمانتا بیسوا سارما به عنوان گردآورنده آن تشکیل داد. وزرای ارشد ایالت‌های شمال شرقی سیکیم، آسام و ناگالند نیز به این اتحاد تعلق دارند. بدین ترتیب، حزب ملی خلق به رهبری بی جی پی پیوست.
ان پی پی در انتخابات مجلس قانونگذاری مانیپور در سال ۲۰۱۷ با ۹ نامزد رقابت کرد و ۴ کرسی به دست آورد.
ان پی پی در انتخابات مجلس قانونگذاری مگالایا در سال ۲۰۱۸ موفق به کسب ۱۹ کرسی شد. اگرچه کنگره ملی هند حاکم به عنوان تنها حزب بزرگ ظاهر شد، ندا در مجموع اکثریت را در اختیار داشت. کنراد سانگما به این ترتیب وزیر ارشد شد و اولین عضو حزبی بود که یک ایالت هند را رهبری کرد.

## نماد انتخابات
نماد انتخاباتی آن کتاب است. اهمیت این موضوع این است که حزب معتقد است که تنها سواد و آموزش می‌تواند اقشار ضعیف تر را توانمند کند.

## انتخابات
این حزب در انتخابات ۲۰۱۴ لوکسابها از تورا یک کرسی به دست آورد و سانگما نماینده مجلس شد. پس از مرگ سنمگا، پسرش کنراد سنمگا از این کرسی در انتخابات میان‌المللی که در می ۲۰۱۶ برگزار شد، پیروز شد. حزب پیشنهاد کرده بود در انتخابات شرکت کند و پایگاه خود را در حوزه‌های قبیله ای آندرا پرادش، ماهاراشترا، راجستان، گجرات، جارکند، چاتیسگار، مادهیا پرادش، اوریسا، شمال بنگال غربی و شمال شرقی هند گسترش دهد.
در مارس ۲۰۱۸، این حزب در انتخابات مجلس قانونگذاری مگالایا در سال ۲۰۱۸، ۱۹ کرسی از ۶۰ کرسی مجلس را به دست آورد و در ائتلاف با حزب بهاراتایا جاناتا و سایر احزاب، دولت را در این ایالت تشکیل داد و کنراد سانگما، رئیس حزب، به عنوان وزیر ارشد ایالت سوگند یاد کرد. در ماه مه ۲۰۱۸، این حزب در انتخابات میان‌دوره‌ای کرسی مجلس ویلیامناگار را به دست آورد و تعداد کرسی‌های خود را به ۲۰ کرسی از ۶۰ کرسی مجلس در مجلس قانونگذاری مگالایا رساند.

### نتایج انتخابات
| سال  | انتخابات | دولت           | کرسی‌های برد | مجموع صندلی‌ها |
| ۲۰۱۴ | لوک سبها | مگالایا        | ۱           | ۲             |
| ۲۰۱۷ | مونتاژ   | مانیپور        | ۴           | ۶۰            |
| ۲۰۱۸ | مونتاژ   | مگالایا        | ۲۰          | ۶۰            |
| ۲۰۱۸ | مونتاژ   | ناگالند        | ۲           | ۶۰            |
| ۲۰۱۹ | مونتاژ   | آروناچال پرادش | ۵           | ۶۰            |
| ۲۰۱۹ | لوک سبها | مگالایا        | ۱           | ۲             |

### مجلس قانونگذاری راجستان
| انتخابات | رهبر           | رای       | رای  | صندلی‌ها  | صندلی‌ها | موقعیت | دولت حاصل |
| انتخابات | رهبر           | #         | %    | #        | ±       | موقعیت | دولت حاصل |
| -------- | -------------- | --------- | ---- | -------- | ------- | ------ | --------- |
| ۲۰۱۳     | کرودی لعل مینا | ۱۳٬۱۲٬۴۰۲ | ۴٫۲۵ | ۴ از ۲۰۰ | افزایش  |        |           |

### مجلس قانونگذاری مانیپور
| انتخابات | رهبر         | رای   | رای   | صندلی‌ها | صندلی‌ها | موقعیت | دولت حاصل |
| انتخابات | رهبر         | #     | %     | #       | ±       | موقعیت | دولت حاصل |
| -------- | ------------ | ----- | ----- | ------- | ------- | ------ | --------- |
| ۲۰۱۷     | کنراد سانگما | ۸۳۷۴۴ | ۲۰٫۶۰ | ۴ از ۶۰ | افزایش  |        |           |

### مجلس قانونگذاری ناگالند
| انتخابات | رهبر         | رای    | رای  | صندلی‌ها | صندلی‌ها | موقعیت | دولت حاصل |
| انتخابات | رهبر         | #      | %    | #       | ±       | موقعیت | دولت حاصل |
| -------- | ------------ | ------ | ---- | ------- | ------- | ------ | --------- |
| ۲۰۱۸     | کنراد سانگما | ۶۹٬۵۰۶ | ۶٫۹۲ | ۲ از ۶۰ | افزایش  |        |           |

### مجلس قانونگذاری مگالایا
| انتخابات | رهبر         | رای      | رای   | صندلی‌ها  | صندلی‌ها | موقعیت | دولت حاصل |
| انتخابات | رهبر         | #        | %     | #        | ±       | موقعیت | دولت حاصل |
| -------- | ------------ | -------- | ----- | -------- | ------- | ------ | --------- |
| ۲۰۱۳     | کنراد سانگما | ۱٬۱۶٬۲۵۱ | ۸٫۸   | ۰۲ از ۶۰ | افزایش  |        |           |
| ۲۰۱۸     | کنراد سانگما | ۲٬۳۳٬۷۴۵ | ۲۰٫۶۰ | ۱۹ از ۶۰ | افزایش  |        |           |

### مجلس قانونگذاری آروناچال پرادش
| انتخابات | رهبر         | رای    | رای   | صندلی‌ها | صندلی‌ها | موقعیت | دولت حاصل |
| انتخابات | رهبر         | #      | %     | #       | ±       | موقعیت | دولت حاصل |
| -------- | ------------ | ------ | ----- | ------- | ------- | ------ | --------- |
| ۲۰۱۹     | کنراد سانگما | ۹۰٬۳۴۷ | ۱۴٫۵۶ | ۵ از ۶۰ | افزایش  |        |           |

## اعضای پارلمان

### لوک سبها
تورا لوک سبها، مگالایا
| خیر | لوک سبها         | سال  | عضو منتخب         |
| --- | ---------------- | ---- | ----------------- |
| ۱   | شانزدهم لوک سبها | ۲۰۱۴ | پرنو آگیتوک سنگما |
| ۲   | شانزدهم لوک سبها | ۲۰۱۶ | کنراد سانگما      |
| ۳   | هفدهم لوک سبها   | ۲۰۱۹ | آگاتا سانگما      |

### راجیا سبها
| خیر | دولت    | عضو منتخب       | تاریخ انتصاب | تاریخ بازنشستگی |
| --- | ------- | --------------- | ------------ | --------------- |
| ۱   | مگالایا | وانویروی خرلوخی | ۲۲-ژوئن-۲۰۲۰ | ۲۱-ژوئن-۲۰۲۶    |